# Cryphia anaemica
Cryphia anaemica är en fjärilsart som beskrevs av George Francis Hampson 1914. Cryphia anaemica ingår i släktet Cryphia och familjen nattflyn. Inga underarter finns listade i Catalogue of Life.